# زهاب سفلی
زهاب سفلی روستایی در دهستان شوسف بخش شوسف شهرستان نهبندان استان خراسان جنوبی ایران است. بر پایه سرشماری عمومی نفوس و مسکن در سال ۱۳۹۰ جمعیت این روستا ۳۸۳ نفر (در ۱۰۶ خانوار) بوده است.